# 厄內斯特·古爾比斯
厄內斯特·古爾比斯（1988年8月30日—），已退役的拉脱维亚职业网球运动员，出生于里加。2004年转为职业选手，单打最高排名曾到达10位。2008年古尔比斯和舒特勒搭档赢得休斯顿红土赛双打冠军。他曾在2007年美国网球公开赛中打入第四轮并在2008年法国网球公开赛中打入八强。

## 成长背景

### 家庭背景
古尔比斯出生在拉脱维亚首都里加。父亲艾纳尔斯（Ainārs Gulbis）在成为投资商人前是拉脱维亚著名的篮球运动员，母亲米莱娜（Milēna Gulbe-Kavace）是一位拉脱维亚演员。姐姐伊琳娜（Elina Gulbe）从英国的法学院毕业后现在纽约工作，两个妹妹劳拉劳拉（Laura Gulbe）和莫妮卡（Monika Kavace）也在学习网球，弟弟克里斯托普斯（Kristops Gulbis）在美国加利福尼亚的Saddleback学院学习高尔夫。古尔比斯的祖父艾维斯（Alvils Gulbis （页面存档备份，存于））是赢得三次欧锦赛冠军的前苏联国家篮球队的主力队员，外祖父则是前苏联著名演员兼导演乌尔迪（Uldis Pūcītis）。

### 爱好及其他
- 古尔比斯的爱好是看书、看各个时代电影、听70、80年代的俄罗斯老歌、踢足球。
- 古尔比斯在大学学习的是艺术史，需要读4年的时间。
- 古尔比斯会四种语言，分别是拉脱维亚语、俄语、英语和一点点德语。

### 网球启蒙
古尔比斯5岁的时候在他外婆的引导下开始接触网球。由于他父亲的中学同学金特尔斯是网球教练，古尔比斯小时候就跟他学习网球。未满12岁的，古尔比斯就曾到西班牙瓦伦西亚的一所网球学校学习，但因为他不适应那里的训练模式很快便离开了。之后，他的母亲米莱娜通过互联网Google到了慕尼黑的尼基·皮里奇网球学校（NIKI PILIC - Tennis Academy （页面存档备份，存于））。当12岁的古尔比斯刚到皮里奇网球学校受训时，学校创始人、同时也是前克罗地亚戴维斯杯队长的尼古拉·皮利奇对古尔比斯的父母表示：他不想一对一教学，因为他不愿意到处比赛。但四年后，古尔比斯身上所体现的巨大潜力让皮里奇改变了主意，他成为了古尔比斯的全职教练，并且经常陪伴弟子旅行参赛。2007年美网后古尔比斯结束了同皮里奇的合作，2007年11月至2009年2月奥地利人卡尔-海因茨·韦特（Karl-Heinz Wetter）曾担任他的教练。

## 职业生涯

### 2006年
首次参加ATP巡回赛-圣彼得堡公开赛，年仅18岁零2个月的古尔比斯成功闯入半决赛，后被该项赛事最终的冠军安西奇击败。同年11月在德国的Eckental获得首个挑战赛冠军。

### 2007年
以资格赛选手的身份晋级悉尼公开赛正赛，第一轮遭2006年澳网亚军巴格达蒂斯淘汰。
转战欧洲赛场古尔比斯获得了巨大的成功。Bergamo四分之一决赛负于桑托罗（Fabrice Santoro）、Heilbronn半决赛负于罗德拉（Michaël Llodra）、在法国Besancon赢得第二座挑战赛冠军，之后又在萨拉热窝包揽单双打冠军。
古尔比斯在大满贯处子秀法国网球公开赛中战胜英国名将亨曼；美网战胜8号种子罗布雷多首次进入大满贯十六强。
10月在比利时蒙斯夺冠后，古尔比斯成为2007最年轻的TOP50选手。

### 2008年
由于2007年底就开始的膝伤和澳网前就开始的牙病影响，2008赛季前2个月对古尔比斯可以说是非常糟糕。直到3月北美硬地赛季开始后，他进入了拉斯维加斯的1/4决赛，但在印第安泉和迈阿密两站大师赛的第二轮均是拿到发求胜赛局甚至赛点的情况下被纳尔班迪安和达维登科逆转。
红土赛季开始阶段也比较糟糕，休斯顿单打第一轮不敌本站最终的冠军西班牙人普霍尔。但在和德国老将舒特勒合作的双打比赛中赢得了他的第一个巡回赛冠军头衔。在之后的巴塞罗那和帕特沙赫也并没有什么亮眼的表现。直到法国网球公开赛进入四分之一决赛创造了古尔比斯在大满贯的最好成绩。
来到草地上的古尔比斯在女王杯第三轮1-2负于穆雷。温网第二轮1-3不敌最終奪冠的二号种子纳达尔。
加拿大罗杰斯杯首轮在决胜盘5-1领先的情况下被阿卡苏索逆转。辛辛那提大师赛淘汰7号种子硬地高手布雷克首次晋级大师赛四分之一决赛，负于德约科维奇。北京奥运会第一轮不敌四号种子达维登科。美国网球公开赛第二輪1-3被罗迪克逆转。
进入室内赛季后，古尔比斯在梅斯、维也纳、马德里大师赛和圣彼得堡站均在第二轮被淘汰。由于纠缠了1年多的膝伤影响，古尔比斯退出巴黎大师赛。
古尔比斯在布里斯班国际赛首轮一举淘汰头号种子德约科维奇，但此后就再未通过任何比赛的前两轮。

### 2014年
他在法國網球公開賽中，十六強時擊敗2009年的冠軍——羅傑·費德勒，又乘著氣勢在八強擊敗當屆賽事第六種子——湯瑪斯·伯蒂奇(他本人是第十八種子)，最後雖在四強敗給喬科維奇，但仍在新的ATP排名中排在了前十位，開啟生涯巔峰。

### 戴维斯杯
- 2007年 出战的所有戴維斯杯的比赛均取得了胜利，并将拉脱维亚首次带入欧非区1组。
- 2008年 欧非区1组第一轮与马其顿的比赛中因膝伤影响，输给了排名724位的Lazar Magdincev。保组赛对阵意大利，虽然古尔比斯取得两场单打的胜利但拉脱维亚队还是以2-3负于意大利队。

## 单打冠军
- 2014 (2) Nice  (室外/红土赛事) , Marseille  (室内赛事/硬地赛事)
- 2013 (2) St. Petersburg  (室内赛事/硬地赛事) , Delray Beach  (室外/硬地赛事)
- 2011 (1) Los Angeles  (室外/硬地赛事)
- 2010 (1) Delray Beach  (室外/硬地赛事)

## 技术风格
古尔比斯比赛风格是攻击型底线型。他最有效的武器是他的反手，快速平击球难以被对手阅读和防守。他同时也以细腻的技巧著称，包括进攻性很强的上旋高吊球和网前小球，这使得他能够随心所欲的将球打到球场的任何位置，包括很深的后场。古尔比斯使用他的放小球技术非常频繁，甚至有时候到了用放小球来嘲讽对手的地步。
他的比赛风格非常主动，这通常会导致较高的非受迫性失误数，尤其是在比赛困难的时候，这个风格也使得他常常被用来和萨芬比较。他强悍的底线进攻是建立在强大的发球基础上的，一发常常能够达到210公里到225公里。但是他常常被他的二发所困扰，在atp的双误统计中常常名列前茅。
尽管他的技术风格更适应快速球场，但他职业生涯最佳表现却都是在红土上取得的，原因是他的暴力击球和快速平击球的方式在红土有更好的效用。
古尔比斯主要的弱点是二发和保持专注的能力，同时他那不稳定的精神力也影响了他的发挥。尽管拥有强大的发球和强力的击球，他把握破发点的能力却相当可怜，同时拯救破发点和在抢七的把握上也不尽如人意，更是经常在发球胜盘局里面出现一些无厘头的回球失误，很多都是简单的回球，这使得他的稳定性和面对困难比赛的能力常常被人诟病。
他另一个特点是常常在赛后采访开一些玩笑和爆一些猛料。

## 生涯统计

### 单打冠军（1）
| 次數 | 日期          | 賽事             | 場地 | 決賽對手      | 比分     |
| 1.   | 2010年2月28日 | 美國Delray Beach | 硬地 | 伊沃·卡洛維奇 | 6–2、6–3 |

### 双打冠军（1）
| 序号 | 日期          | 赛事             | 场地 | 搭档   | 决赛对手          | 比分        |
| 1.   | 2008年4月14日 | 美国休斯顿红土赛 | 红土 | 舒特勒 | 奎瓦斯 吉雷斯诺尔 | 7–5、7–6(3) |

### 职业生涯单打战绩
| ATP男单赛事              | 2006   | 2007   | 2008         | 2009   | 2010         | 胜-负 |
| ------------------------ | ------ | ------ | ------------ | ------ | ------------ | ----- |
| 四大满贯单打成绩         |        |        |              |        |              |       |
| 澳大利亚网球公开赛       | -      | 资格赛 | 第一轮       | 第二轮 | 第一轮       | 1-2   |
| 法国网球公开赛           | -      | 第二轮 | 四分之一决赛 | 第二轮 | 第一轮       | 6-3   |
| 温布尔登网球公开赛       | -      | 第一轮 | 第二轮       | 第二轮 | -            | 1-2   |
| 美国网球公开赛           | 资格赛 | 第四轮 | 第二轮       | 第一轮 | -            | 4-2   |
| 胜-负                    | 0–0    | 4-3    | 6-4          | 2–2    | 0–1          | 13-12 |
| 大师系列赛               |        |        |              |        |              |       |
| 印第安維爾斯大師賽       | -      | -      | 第二轮       | 第二轮 | 第二轮       | 2-2   |
| 迈阿密大师赛             | -      | -      | 第二轮       | 第一轮 | -            | 1-2   |
| 蒙特卡洛大师赛           | -      | -      | -            | 第一轮 | 第二轮       | 0-1   |
| 罗马大师赛               | -      | -      | -            | 第二轮 | 四強         | 1-1   |
| 马德里大师赛             | -      | -      | 第二轮       | 第一轮 | 四分之一决赛 | 1-2   |
| 加拿大大师赛             | -      | 第一轮 | 第一轮       | 資格賽 | -            | 0-2   |
| 辛辛那提大师赛           | -      | -      | 四分之一决赛 | 資格賽 | -            | 3-1   |
| 上海大师赛               | 未舉行 | 未舉行 | 未舉行       | 第一轮 | -            | 0-0   |
| 巴黎大师赛               | -      | -      | -            | 資格賽 | -            | 0-0   |
| 奥运会                   |        |        |              |        |              |       |
| 北京奥运会               | -      | -      | 第一轮       | -      | -            | 0–1   |
| 职业生涯统计             |        |        |              |        |              |       |
| 参赛数量（不含戴维斯杯） | 1      | 14     | 21           | 26     | 5            | 36    |
| 冠军                     | 0      | 0      | 0            | 0      | 1            | 0     |
| 决赛                     | 0      | 0      | 0            | 0      | 1            | 0     |
| 胜-负                    | 3-1    | 10-14  | 18-16        | 34-32  | 10-4         | 59-62 |
| 年终排名                 | 141    | 61     | 53           | 90     |              |       |